# Karácsonyi ünnepkör
| Ünnep                                    | Dátum                             |
| ---------------------------------------- | --------------------------------- |
| Szent András apostol napja               | november 30.                      |
| Szent Borbála napja                      | december 4.                       |
| Mikulás és Télapó                        | december 6.                       |
| Luca napja                               | december 13.                      |
| Ádám és Éva, az első emberpár emléknapja | december 24.                      |
| szenteste                                | december 24.                      |
| karácsony                                | december 25.                      |
| karácsony másodnapja                     | december 26.                      |
| Szent István első vértanú                | december 26.                      |
| Szent János apostol                      | december 27.                      |
| aprószentek                              | december 28.                      |
| Becket Szent Tamás vértanú emléknapja    | december 29.                      |
| szilveszter                              | december 31.                      |
| újév                                     | január 1.                         |
| Szűz Mária istenanyasága                 | január 1.                         |
| Jézus nevének ünnepe                     | január 3.                         |
| vízkereszt                               | január 6.                         |
| advent vasárnapjai                       | karácsonyt megelőző négy vasárnap |
| Szent Család ünnepe                      | karácsonyt követő vasárnap        |

A karácsonyi ünnepkör advent első vasárnapjától vízkereszt ünnepéig tartó időszak, amely felöleli a karácsonyi készülődést és ünneplést, valamint az azt követő periódust. Az ünnepkörre nagyon sok ünnep esik, melyek egy része nem kapcsolódik a karácsonyhoz. A jelentősebb ünnepek között van az adventi időszak, András napja, Borbála napja, Mikulás és Télapó ünnepe, Luca napja, szenteste, karácsony, aprószentek ünnepe, Szent Család vasárnapja, szilveszter és újév, Szűz Mária istenanyaságának ünnepe, végül vízkereszt.
A karácsonyi ünnepkör a római katolikus liturgiában megjelölt időszakok közé tartozik, a húsvét mellett az egyházi év egyik nagy ünnepkörének számít, amely Jézus születését, a megtestesülés misztériumát ünnepli. Két legfőbb ünnepe a karácsony és a vízkereszt. A kettő között eltelő időszakot hívják népiesen "Karácsony 12 napjának" is egyes körökben. A második vatikáni zsinaton hozott döntés értelmében 1969 óta advent első vasárnapjától egészen a vízkereszt utáni első évközi vasárnapig tart.
A 20. századtól kezdődően a karácsonyi ünnepkör fokozatosan elüzletiesedett, és világszerte rányomta a bélyegét az egyes kultúrák eltérő ünnepi szokásaira, az amerikai jellegű ünneplést általánossá téve. A legutóbbi időkben egyes multikulturális cégeknél, ahol eltérő vallású emberek is dolgozhatnak, egyes helyeken kerülik a "karácsony" szó megnevezését, amely sok vitát vált ki, ugyanakkor más vallások hagyományai, mint a hanuka és a kwanzaa kapcsán pedig az figyelhető meg, hogy egyre szélesebb körben válnak ismertté.

## Történelmi előzményei

### Téli napforduló
Már az újkőkorszak óta ismert, hogy a téli napforduló különös jelentőséggel bír az emberiség történelmében. Olyan tárgyi bizonyítékai mutatják ezt meg, mint Stonehenge illetve Newgrange. Mindkét helyszín úgy került felépítésre, hogy a téli napforduló napján felkelő illetve lenyugvó Nap fénye a megfelelő ponton keresztül sugározzon át.

### A római Saturnalia
A Római Birodalom idején december vége Szaturnusz istenségnek szentelt ünnepkör volt, a Julián-naptár szerint december 17-étől egészen december 23-ig. Az ünnep keretében áldoztak az istenségnek, nagy mulatságokat tartottak, megajándékozták egymást, továbbá olyan dolgokat is megengedtek, amiket máskor nem (legális lett a szerencsejáték, a rabszolgákat pedig megvendégelték).

### Karácsony a kereszténység korai éveiben
Az első írásos forrásunk arra nézve, hogy december 25-én Jézus születését ünnepeljük, a 3. század elején keletkezett, Hippolütosz ellenpápa tollából. Ő abból következtette ezt ki, hogy a fogantatásnak a tavaszi napéjegyenlőség idején kellett történnie, és ehhez számolt hozzá kilenc hónapot. Történelmi bizonyítékok tanúsága szerint a 4. században a keleti egyházak Jézus születését és megkeresztelését ugyanazon a napon, január 8-án tartották, míg nyugaton (valószínűleg a téli napfordulóval összefüggésben) december 25-én. A század végére mindkét ünnepet egyformán megülték mindannyian. Azt, hogy Jézus keresztelését január 6-án kellene megünnepelni, először Alexandriai Szent Kelemen vetette fel a 2. században, ám erre csak Iulianus római császár idejében került először sor, 361-ben.
A keresztény hagyományok szerint a karácsonyi időszak karácsony első napjával kezdődik, december 25-én. A protestáns és az anglikán egyházak hite szerint egészen vízkereszt napjáig tart, a tizenkettedik nap ünnepét pedig vagy január 6-án, vagy a január 2-8. közé eső vasárnapon tartják. Ezek az egyházak ezt követően tartják az epifánia időszakát, ami vagy gyertyaszentelőig (február 2.), vagy hamvazószerdáig tart.

## Advent

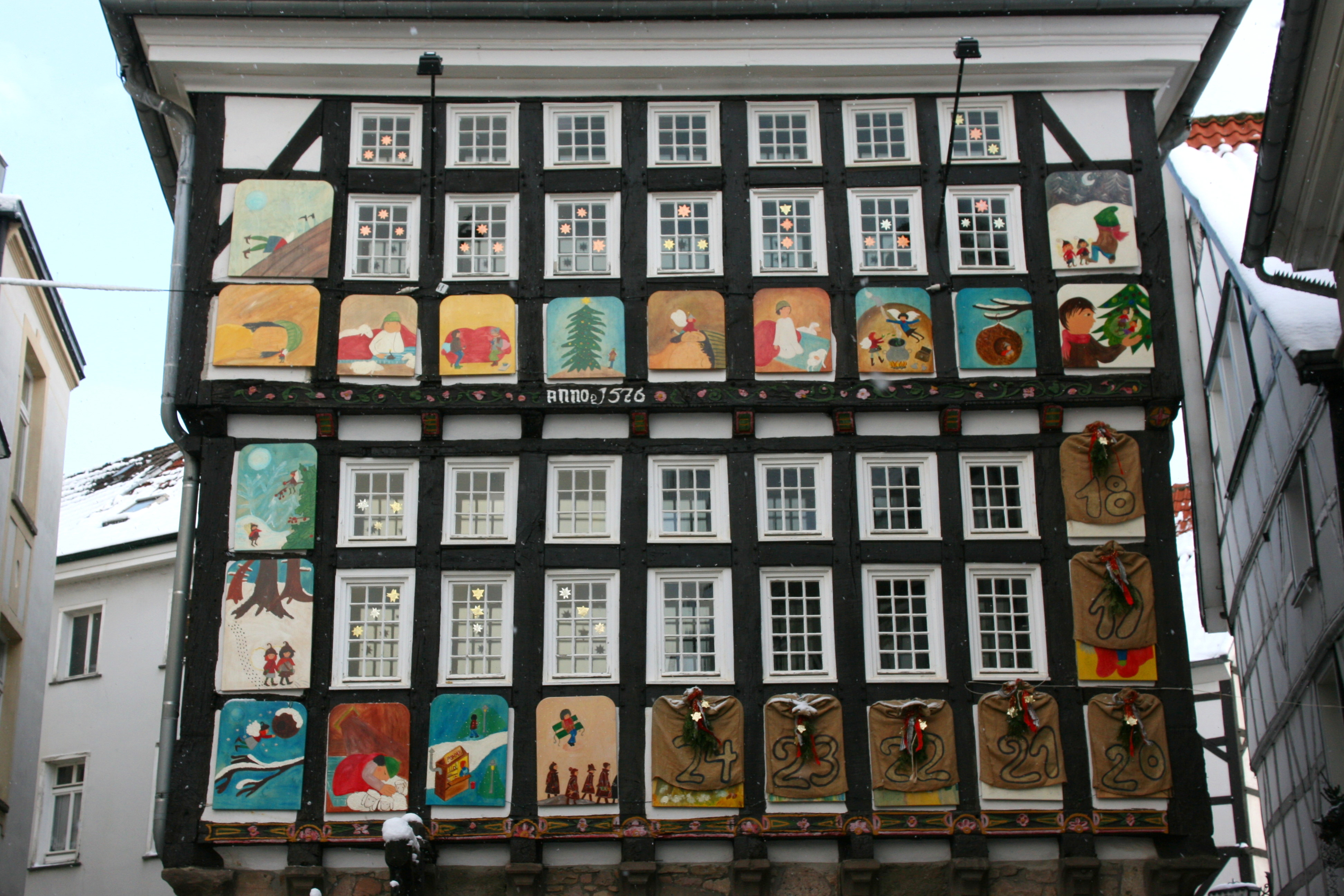
Adventi kalendárium egy épület ablakain a németországi Hattingenben

Advent (ádvent, úrjövet) a keresztény kultúrkörben a karácsonyt (december 25-ét) megelőző negyedik vasárnaptól (a görögkatolikusoknál hatodik vasárnaptól) karácsonyig számított időszak. Advent első vasárnapja egyúttal az egyházi év kezdetét is jelenti.
Az advent szó jelentése „eljövetel”. A latin „adventus Domini” kifejezésből származik, ami annyit tesz: „az Úr eljövetele”. Régebben egyes vidékeken „kisböjtnek” nevezték ezt az időszakot.
Elterjedt szokás az adventi hétköznapokon hajnali misét (rorate) tartani. E szertartásokon különös hangsúlyt kap Szűz Mária tisztelete és a karácsonyi várakozás.

## Luca-nap
December 13-ához, Szent Lúcia vagy Luca ünnepéhez több népszokás is kapcsolódik. Ezek eredete valószínűleg az, hogy a Gergely-naptár bevezetésekor jó ideje ez a nap volt az év legrövidebb napja. Luca-napon régen tilos volt fonni, sütni, mosni. Nem volt ajánlatos kölcsönadni sem, mert az elkért dolgok boszorkányok kezére kerülhettek. Ezen a napon kezdték el csíráztatni a Luca-búzát, amellyel a következő év termését próbálták megjósolni. Luca székének elkészítését szintén ekkor kell elkezdeni.

## Karácsony

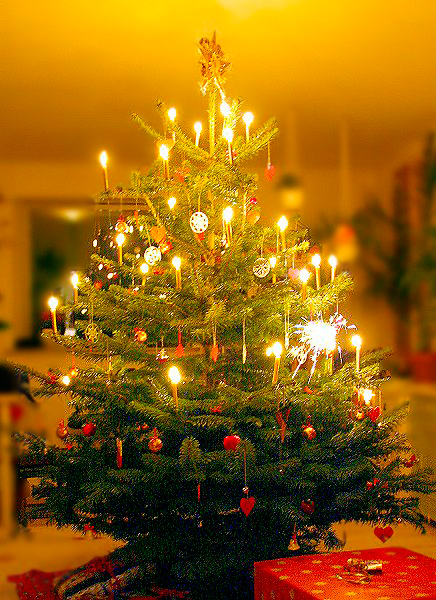
Karácsonyfa

Karácsony ünnepén a keresztények Jézus Krisztus születésére emlékeznek. Minden év december 25-én ünneplik világszerte, habár nem ezt a dátumot tartják számon Jézus születésének. Talán azért esett erre a választás, mert egyes keresztény szerzők szerint Jézus szenvedése, azaz a húsvét, illetve fogantatása március 25-én történt, vagy azért, mert a Föld északi féltekéjén a téli napforduló után már elkezd nőni a világosság, illetve a korai keresztények ezen a napon a kötelező Mithrász-ünnep helyett Jézus születését ünnepelték.
Az ünnepet nem csak keresztények tartják: december 25. számos embernek az öröm és békesség, a család és gyermekség, az otthon és szülőföld, a szeretet és a másikkal való törődés ünnepe.

## Vízkereszt

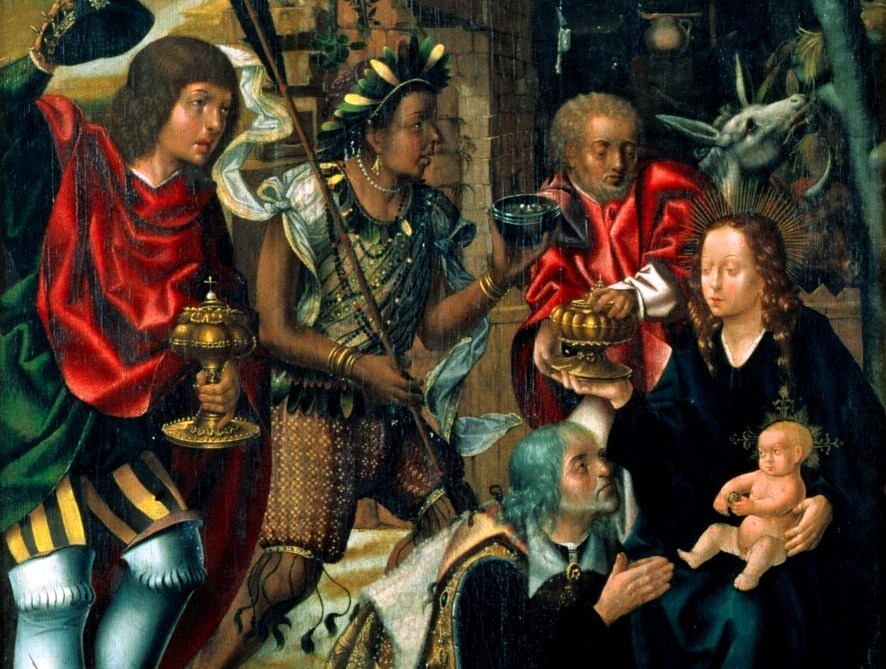
Háromkirályok

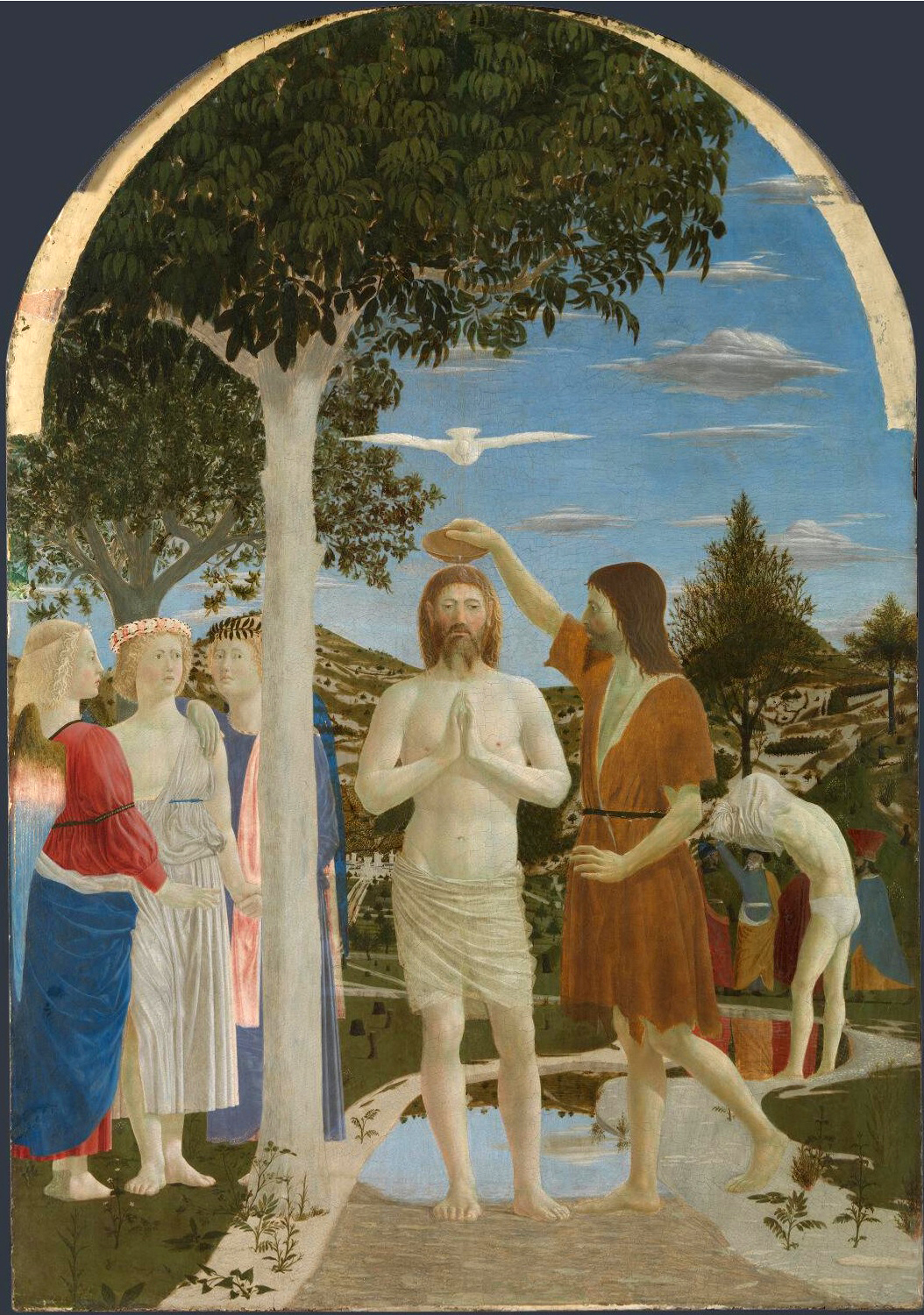
Keresztelő Szent János megkereszteli Jézust

Vízkereszt (más néven háromkirályok vagy Epiphania Domini, azaz az Úr megjelenése) napján, január 6-án a nyugati kereszténységben  Jézus Krisztus megjelenésének, kinyilvánulásának három eseményét ünneplik: 
- a napkeleti bölcsek vagy a hagyomány szerint háromkirályok (Gáspár, Menyhért és Boldizsár) látogatását a gyermek Jézusnál,
- Jézus megkeresztelkedését a Jordán folyóban,
- az általa véghezvitt első csodát a kánai menyegzőn (a víz borrá változtatását).[15]

Jézus megkeresztelkedésének emlékére a katolikus templomokban vizet szentelnek, s ebből a hívek hazavihetnek valamennyit. Szokás ilyenkor házat, lakást is megáldani. Ekkor kerül fel az ajtófélfára a 20 + C + M + B + 25 vagy 20 + G + M + B + 25 felirat, mely az adott évszámot és az áldás tényét (Christus mansionem benedicat! ’Krisztus áldja meg a hajlékot!’) tartalmazza, de beleérthetőek a háromkirályok latin, illetve görög neveinek kezdőbetűi is.

## A karácsonyi ünnepkör a modern időkben
Manapság az ünneppel kapcsolatos események, annak elüzletiesedésére is figyelemmel, meglehetősen széles skálát mutatnak be. A karácsonyi szezon az üzletekben már október végén elkezdődik, november végétől pedig egyre több helyen kapcsolják fel az ünnepi díszkivilágítást is. A vallási jelképek és a betlehemek mellett olyan szekuláris szimbólumok is megjelennek, mint a Mikulás, a Diótörő-figurák, rénszarvasok, hóemberek. Az ünnep részei az olyan események, mint az éjféli mise, az ünnepi díszkivilágítás bekapcsolása, az adventi koszorún történő gyertyagyújtás, adventi vásárok, karácsonyi énekkórusok, illetve bizonyos, elsősorban amerikai kultúrkörökben karácsonyi parádék.

## Kapcsolódó szócikk
- Karácsonyi időszak